# Джозеф Кейтс
Йозеф Кейтс (при народженні Йозеф Кац; 5 травня 1921, Відень, Австрія — 16 червня 2018, Торонто, Канада) — канадський інженер, розробник першої цифрової ігрової машини та першої в світі автоматизованої системи дорожніх сигналів.

## Ранні роки й освіта
Народився п'ятим із шести дітей в австрійсько-єврейській родині Баруха (Бернарда) та Анни Кац (уродженої Ентенберг). Його батьки мали продуктовий та імпортно-експортний бізнес у Відні. Рятуючись від нацистів після аншлюсу 1938 року, втік до Італії, потім, 1939 року приєднався до решти родини, яка втекла до Англії. Кейтса зарахували до британської армії, але, перш ніж він потрапив на службу, його та інших німців та австрійців, які проживали у Британії, інтернували як громадян ворожої держави. Після депортації до Канади залишався інтернованим протягом майже двох років, поки його та більшість його співвітчизників-євреїв уряд не визнав «жертвами нацистської агресії» та звільнив. У таборах у Нью-Брансвіку та Квебеку Кейтс ловив рибу, працював лісорубом, в'язав шкарпетки та навчався, щоб отримати диплом про середню освіту за програмою зрілості Університету Макгілла, де посів перше місце в іспитах у всій провінції Квебек. Після звільнення 1942 року переїхав до Торонто, де познайомився з Ліліан Крох і одружився з нею 1944 року. У них було четверо дітей: Луїс, Наомі, Селіна та Філіп А.
Здобув освіту в Goethe-Realschule (Відень, 1931—1938); Університеті Макгілла (Монреаль, 1941 — середня освіта); Університеті Торонто (Торонто; 1944—1948 — диплом з відзнакою з математики та фізики; 1948—1949 — ступінь магістра з прикладної математики; 1949—1951 — доктор філософії з фізики).

## Кар'єра
Кар'єру почав 1942 року, працюючи в Imperial Optical Company в Торонто, де до 1944 року відповідав за точну оптику для обладнання Королівського флоту Канади. Протягом наступних чотирьох років працював у Rogers Vacuum Tube Company (нині Royal Philips Electronics), займаючись розробкою та виробництвом радарів і радіоламп. 1948 року почав працювати в Обчислювальному центрі Університету Торонто, де брав участь у проєктуванні та створенні UTEC, першої створеної в Канаді пілотної моделі комп'ютера.
Кейтс також побудував першу цифрову ігрову машину, 13-футовий Bertie the Brain, який показали на Канадській національній виставці 1950 року. Це була версія хрестиків-нуликів із вибором рівня складності. Ігровий автомат керував лампами верхнього дисплея, на якому показують хід гри, і був побудований з використанням спеціальної електронної лампи — адитрона, яку винайшов Кейтс. Адитрон замінював десять радіоламп, що дало змогу зменшити розміри і складність машини. Через появу транзисторів, які були значно меншими і потребували менше енергії, лампу не введено в комерційне використання.
1954 році Кейтс розробив першу в світі автоматизовану систему дорожньої сигналізації в Торонто.
Заснував і від 1954 до 1966 року був президентом KCS Ltd у Торонто, яка об'єдналася з консалтинговим відділом Peat, Marwick, Mitchell & Co. і стала Kates, Peat, Marwick & Co. у Канаді та іншими корпораціями США та Великої Британії, де був співкеруючим партнером. Працював комп'ютерним консультантом у багатьох канадських і американських фірмах і організаціях. Брав участь у створенні Setak Computer Services Corp. Ltd. (у назві його прізвище написане задом наперед), яка базувалася в Торонто; пропонував доступ до комп'ютера та консультування на основі комп'ютерів Burroughs, наприклад B5500. Співробітник Setak Баррі В. Рамер пізніше заснував Barry W. Ramer & Partners Ltd. і Ramer Data Consulting Ltd. Management Consulting у Калгарі (Альберта). 1974 року він заснував компанію Josef Kates Associates Inc., де був президентом.
1968 року його призначено до Наукової ради Канади, від 1975 до 1978 року обіймав посаду її голови. Був також головою, генеральним директором і директором Teleride Sage Ltd. (1977—1996), і IRD Teleride (1996—1997) аж до виходу на пенсію.
2014 року, у віці 93 років, Кейтс розробив вдосконалення системи метро Торонтської транзитної комісії (англ. Toronto Transit Commission).
Його дружина Ліліан Крох померла від раку 1993 року, після майже 50 років шлюбу. 1995 року Кейтс одружився зі своєю другою дружиною Кей Гілл.
Помер у Торонто 16 червня 2018 року.

## Відзнаки
- Канадська асоціація хороших доріг (англ. Canadian Good Roads Association; нині Транспортна асоціація Канади; англ. Transportation Association of Canada) (1957: найкраща стаття)
- Університет Ватерлоо (Ватерлоо: 1979-85, канцлер;[15] 1993, почесний канцлер)[2]
- LL.D. (Університет Конкордія: 1981)[16]
- Медаль Інженерного інституту Канади[en] (1970)
- Медаль Джуліана Сміта (1977)
- Інженерний інститут Канади (1990: співробітник)
- Канадська асоціація консультантів з управління (1994: член)
- Доктор математики (DMath) (Університет Ватерлоо, 2005)
- Член ордену Канади (2011)[17]
- Нагорода Асоціації інтелектуальних транспортних систем Канади за життєві досягнення (2013)

## Організації
- Лікарня Маунт-Синай[en] (Торонто) (член Ради керуючих)
- Університет Техніон, Ізраїль (член канадської ради)
- Donalda Club (Торонто)[2]
- Канадська рада Інституту Вейцмана (Ізраїль)[6]